# Рокасл, Крейг
Крейг Эрон Рокасл (англ. Craig Aaron Rocastle; 18 августа 1981, Лондон, Англия) — английский и гренадский футболист.

## Карьера
Первым клубом Крейга стала молодёжная команда «Куинз Парк Рейнджерс». Тем не менее, в 2001 году игрок покинул клуб и стал игроком небольшого клуба «Грейвзенд и Нортфлит». Первым профессиональным клубом игрока стал «Кингстониан», выступающий в истмийской лиге. Следующим клубом игрока стал «Слау Таун». В своём единственном сезоне в истмийской лиге сыграл 13 матчей, не забив, однако, ни разу. Затем подписал контракт с клубом «Челси», выступающем в английской премьер-лиге в 2003 году. Тем не менее, за время пребывания в клубе не сыграл ни одной игры (попав, однако, в заявку на матч).